# Callopistria duda
Callopistria duda là một loài bướm đêm trong họ Noctuidae.